# Исаковская (Верхнетоемское сельское поселение)
Исаковская — деревня в Верхнетоемском муниципальном округе Архангельской области России.

## География
Деревня находится в юго-восточной части Архангельской области, в подзоне средней тайги, в пределах северной окраины Восточно-Европейской равнины, на левом берегу реки Чащевки, на расстоянии примерно 11 километров (по прямой) к западо-северо-западу от села Верхняя Тойма, административного центра округа.

### Часовой пояс
Исаковская, как и вся Архангельская область, находится в часовой зоне МСК (московское время). Смещение применяемого времени относительно UTC составляет +3:00.

## Население
| 2002 | 2010 | 2012 |
| ---- | ---- | ---- |
| 27   | ↘16  | ↘10  |

### Национальный состав
Согласно результатам переписи 2002 года, в национальной структуре населения русские составляли 96 %.